# 榛子光面介
榛子光面介（学名：Xestoleberis quercallia）为光面介科光面介屬下的一个种。